# پتیریترسب
پیتراسب نام نیای پدری زرتشت است. برپایه نوشته‌های دینی زردشتی او که بزرگ خاندان اسپنتمان بود زمانی که دوغدو دختر فِراهیم در پی تحریک دیوان مورد بغض اهالی ده واقع شده بود او را از فراهیم گرفت و نزد خود پرورش داد. پتیریترسب دوغدو را برای پسر خود پوروشسب به زنی گرفت که پوروشسب همان پدر زرتشت است.